# Лидино (Волновахский район)
Лидино (укр. Лідине) — село в Волновахском районе Донецкой области Украины.
Код КОАТУУ — 1421584703. Население по переписи 2001 года составляет 79 человек. Почтовый индекс — 85791. Телефонный код — 6244.

## Адрес местного совета
85765, Донецкая область, Волновахский р-н, с. Новоалексеевка, ул.Молодёжная, 26